# Montjuïc
Montjuïc (← catalană, spaniolă Montjuich sau Montjuic) este o colină de 184,8 m din Barcelona, Catalonia, Spania. Se află în partea de vest a orașului. Numele său poate să se traducă ori ca „Muntele Evreilor”, ori ca „Muntele Jupiterului” (de la latină Mons Jovicus). Fântâna Magică din Montjïuc oferă vizitatorilor o priveliște chiar magică.

## Legături externe

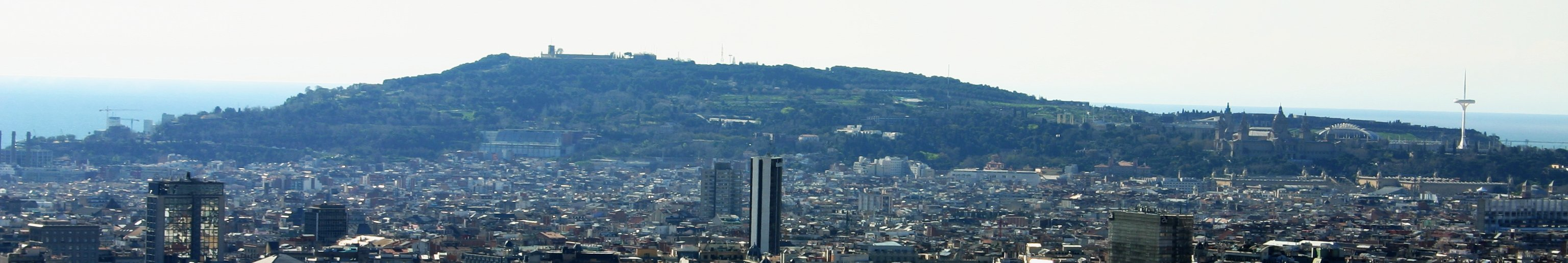
Montjuïc văzut din Parc Güell.